# 김한신
김한신(金漢藎, 1720년 ~ 1758년 1월 4일)은 조선의 문신이다. 영조의 둘째 딸인 화순옹주와 혼인하여 월성위(月城尉)에 봉해졌다. 추사 김정희의 증조할아버지이다.

## 생애
본관은 경주(慶州)이고 자(字)는 유보(幼輔)이며 호(號)는 정미와(精美窩)이다.
1720년 김흥경(金興慶)과 창원 황씨(昌原 黃氏)의 넷째 아들로 태어났으며 1732년(영조 8년), 영조와 정빈 이씨의 딸인 화순옹주(和順翁主)와 혼인하였다.
김한신은 효종 때 소현세자빈 강씨의 신원을 청하다 장살된 김홍욱의 고손자이다. 추사 김정희(秋史 金正喜)는 김한신의 증손자이기도 하다.
1755년(영조 31년), 인빈 김씨의 시호를 추상할 때 은인(銀印)의 글을 쓰기도 하였다.
1758년(영조 34년) 1월 4일 사망하였다. 아내인 화순옹주 또한 김한신의 죽음을 슬퍼하며 곡기를 끊었고, 아버지 영조의 만류에도 불구하고 결심을 바꾸지 않아 곡기를 끊은 지 13일 만인 1월 17일 사망하였다.
월성위 김한신의 졸기

김한신은 고(故) 상신 김흥경(金興慶)의 아들로서 왕가의 사위가 되었는데,
부귀한 집안에서 태어나 자랐으나 화려함을 좋아하지 아니하여
한미한 선비처럼 의복을 입고, 출입에 초거(軺車)를 타지 아니하고
항상 말을 타며 많은 무리를 물리치고 홀로 다니니,
길거리를 다니는 사람들이 간혹 도위가 된 것을 알지 못하였다.
성품이 효우(孝友)하고 공근(恭謹)하여 교만하고 귀한 뜻이 절대로 없으며,
노예를 엄하게 단속하여 민간에 횡포를 부리거나 방자함이 없도록 하였다.
위로는 진신(搢紳)으로부터 아래로는 하인에 이르기까지
모두 그 아름다움을 일컬었는데, 이때에 이르러 병으로 졸하였다.
임금이 슬퍼함을 그치지 아니하고, 장례에 쓰이는 물품을 모두 아끼지 않았다.
아는 이나 모르는 이가 모두 말하기를, ‘어진 도위가 죽었다.’고 하였다.— 《영조실록》 91권,
영조 34년(1758년 청 건륭(乾隆) 23년) 1월 4일 (신묘)

사후에 조카인 김이주가 그의 양자로 출계되었다.

## 가족 관계
| - 조부 : 김두성(金斗星, 1643 ~ 1688) - 조모 : 광주 김씨(廣州 金氏, 1643 ~ 1722) - 김영후(金榮後)의 딸 - 아버지 : 김흥경(金興慶, 1677 ~ 1750) - 외조부 : 황하영(黃夏英) - 외조모 : 성주 이씨(星州 李氏) - 이관주(李觀周)의 딸 - 어머니 : 창원 황씨(昌原 黃氏, 1676 ~ 1748) | - 아내 : 화순옹주(和順翁主, 1720 ~ 1758) - 영조와 정빈 이씨의 딸 - 양자 : 김이주(金頤柱, 1730 ∼ 1797) - 김한신의 형인 김한정(金漢禎)의 3남 - 며느리 : 해평 윤씨(海平 尹氏, ? ~ 1796) - 윤득화(尹得和)의 딸 - 손자 : 김노경(金魯敬, 1766 ~ 1838) - 손자부 : 기계 유씨(杞溪 兪氏, ? ~ 1801) - 유준주(兪駿柱)의 딸 - 증손자 : 김정희(金正喜, 1786 ~ 1856) - 손녀 : 경주 김씨(慶州 金氏) - 홍봉한의 손자 홍최영과 혼인 - 측실 : 미상 - 딸 : 김씨(金氏) - 윤주흠(尹周欽)의 처 |

## 같이 보기
- 화순옹주
- 월성위 김한신묘 - 충청남도 문화재자료 제189호